# USS LST-201
O USS LST-201 foi um navio de guerra norte-americano da classe LST que operou durante a Segunda Guerra Mundial.